# 南果洲
南果洲（英語：South Ninepin Island），又稱南九柱島、南九針島、大洲，是香港的一個島嶼，地區行政上屬於西貢區。果洲群島之一，位於北果洲以南、東果洲以西。
南果洲上並沒有居民居住。

## 名字
南果洲是果洲群島主島之一，儘管北果洲比南果洲更多設施，但南果洲因有三龍口傳說這民間傳說，名氣比北果洲大得多。另外福建人素用「嶼」來命名島嶼，所以福建船民為果洲群島起名為「荔枝嶼」，而廣東人則素用「洲」來命名島嶼，所以另外名為「果盤洲」、後簡化為「果洲」，成為今名，而南主島順理成章稱「南果洲」。
自英國政府與清政府在北京簽訂《展拓香港界址專條》，租借由九龍界限街以北，至深圳河以南土地，連同附近233個島嶼，果洲群島又納入其中。英國人見果洲群島如九柱戲（保齡球前身）的圓柱般四散，又命名為「九柱群島」，但常被誤譯「九針群島」，故南果洲又稱「南九柱島」或「南九針島」。

## 地理

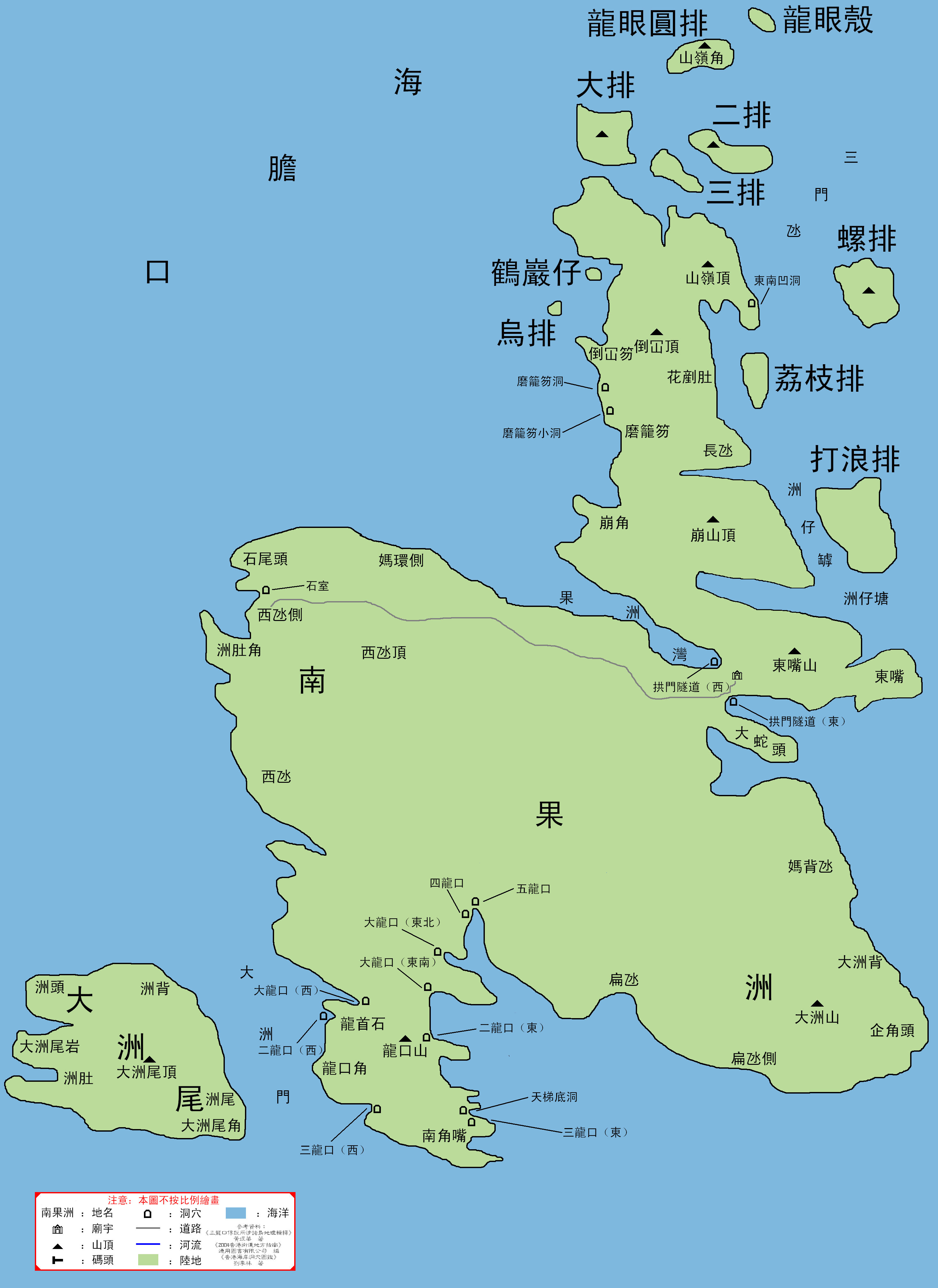
南果洲及鄰近諸島圖

南果洲海岸陡峭，附有龍眼圓排、龍眼殼、大排、二排、三排、螺排、打浪排、荔枝排、烏排、鶴巖仔、大洲尾等衛星島嶼，島北山嶺角植被不生，唯山嶺頂蒼然翠綠，由山嶺角向北望去，可望到龍眼圓排、龍眼殼、大排、二排、三排等火山灰岩諸嶼。沿山嶺角向東南，經倒冚頂，有一小灣名花剷肚，隔著名為洲仔罅的海峽，與螺排、荔枝排二嶼隔海相望。
花剷肚往下又一海灣，名為長氹，長氹依傍崩山頂，崩山頂高40餘米，崖壁風化嚴重，常有巨石倒下。西臨洲仔塘，水深11.9米，打浪排在其中。南下為東嘴，又有東嘴山，東嘴山又稱東心墩，有一天后廟建在此，沿小路直通山下，廟宇無人看管，只供來往的漁民參拜，然有天然洞穴貫穿廟下山脈，直通南果洲東西，漁民稱為穿窿門，陽光流水直入無礙，由東往西走，可達果洲灣，是當地名勝之一。
穿窿門以下有海岬名為大蛇頭，岬後中裂則是媽背氹，轉彎為大洲背和企角頭，三處皆包圍又稱媽背大山的大洲山。島岸沿西行是扁氹側，迎來的小灣稱扁氹。那裡突出一半島，多有奇穴，以「龍口」為名，為大龍口（三叉洞）、二龍口（迴流洞）、三龍口（天梯洞）、四龍口、五龍口，全因這是廣東民間傳說三龍口傳說發生地點而命名，故半島亦稱三龍口地域。
越過三龍口地域，便為西氹，大龍口其中之出入口在此處，北達洲肚角，有小灣西氹側，背靠西氹頂，有天然洞穴，形如石室，可容數十人，遠眺可觀佛堂門。又越石尾頭，到媽環側，由石尾頭至果洲灣，總長370米，崩角以北依崩山頂，裂有一岬磨籠笏及倒冚笏，望烏排、鶴巖仔，復到山嶺角。

## 三龍口地域
三龍口地域是香港少數成為引發廣東民間傳說之地，三龍口傳說在《稽原略》及《廣東方志》等古書有載，傳說涉及香港果洲群島的南果洲、甕缸群島的伙頭墳洲以及珠海萬山群島的三牙排、動頭石、龍穴島、珓杯洲、舢板洲及沙堆。而南果洲東嘴山的天后廟，則為傳說媽祖鎮龍之地，是傳說的中心。

## 交通
目前並沒有渡輪服務可前往該島，民眾如欲遊覽南果洲只能自行租船前往或參加本地旅行團。而附近海域海底盛長珊瑚，常有旅行團前往潛水。

## 外部連結
- 有關南果洲的短片